# Campeonato Sul-Americano de Futebol Feminino Sub-17 de 2010
O Campeonato Sul-Americano Feminino Sub-17 de 2010 foi a segunda edição da competição organizada pela Confederação Sul-Americana de Futebol (CONMEBOL) para jogadoras com até 17 anos de idade. A competição contou com 10 participantes e o país anfitrião foi o Brasil. A Seleção Brasileira foi a campeã.

## Equipes participantes
Todas as dez equipes filiadas a CONMEBOL participaram do evento.
| - Argentina - Bolívia - Brasil - Chile - Colômbia | - Equador - Paraguai - Peru - Uruguai - Venezuela |

## Sede
Os jogos foram todos disputados em São Paulo.

## Fórmula de disputa
As dez equipes participantes disputaram o campeonato no sistema de pontos corridos. Os critérios de desempate foram na seguinte ordem:
1. Saldo de gols
2. Número de gols a favor (gols pró)
3. Resultado da partida entre as equipes em questão
4. Sorteio

## Premiação
| Campeonato Sul-Americano Sub-17 Feminino de 2010 |
| Brasil                                           |
| ------------------------------------------------ |
| BRASIL Campeã (1º título)                        |